# Skara IF
Skara IF (Skara Idrottsförening) är en förening från Skara i Västergötland. Skara IF bildades den 11 november 1900 under namnet Skara Atlet- & Idrottssällskap. Föreningen ändrade namn till Skara Idrottsförening (SI) 1912. Skara IF har under åren haft 21 olika idrottsgrenar på sitt program men är mest känd för sin fotbollsverksamhet.
Skara IF har spelat i division II i åtta säsonger. Säsongerna 1924/1925, 1925/1926, 1926/1927 och 1927/1928 spelade fotbollslaget i division II, den näst högsta serien i Sverige, men som då ännu inte hade officiell status. Som bäst kom man på första plats i Västsvenska serien 1926/1927 och fick kvalspela till Allsvenskan, ett kvalspel som man förlorade mot Stattena IF.
Sedan division II fått officiell status som näst högsta serie spelade Skara IF fyra säsonger i denna serie, 1939/1940, 1940/1941, 1941/1942 och 1956/1957. Som bäst nådde man en fjärde plats i division II Västra 1939/1940.
Skara IF slutade spela fotboll 1995. Istället tog nybildade Skara FC över fotbollen från Skara IF. Skara IF finns dock fortfarande kvar som förening, men utan aktiv idrottsverksamhet.